# Dianthus pavonius
Il garofano pavone (Dianthus pavonius Tausch) è una pianta erbacea perenne della famiglia delle Cariofillacee.

## Descrizione

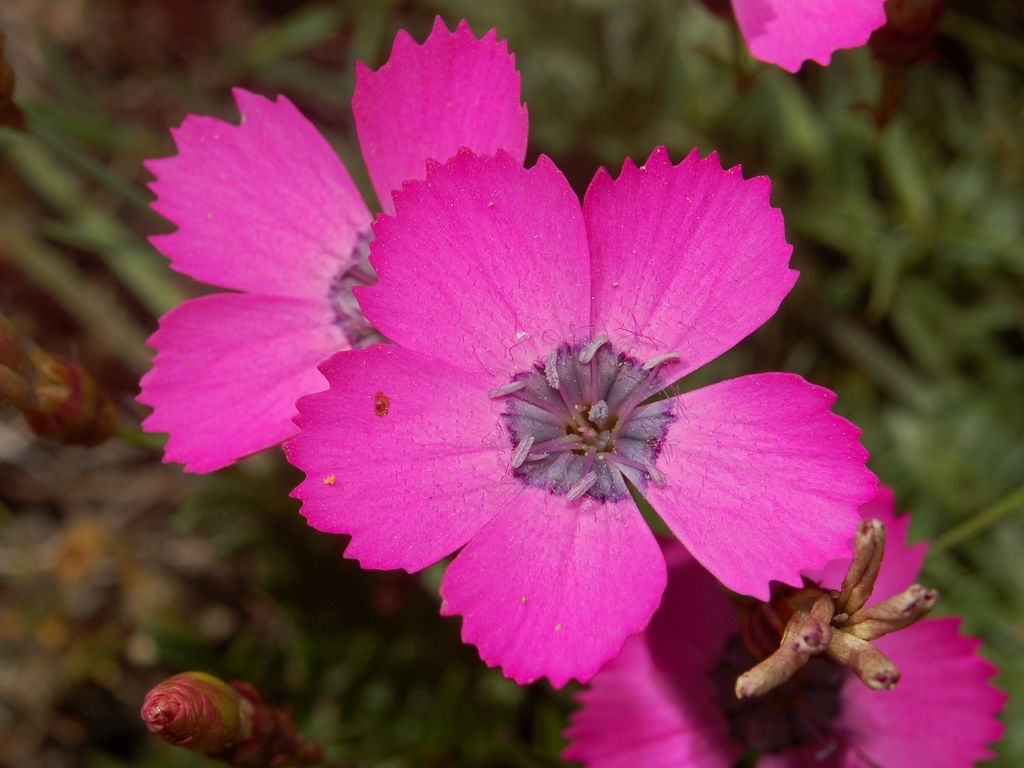
Primo piano di un fiore di Dianthus pavonius

Dianthus pavonius è una pianta emicriptofita scaposa che raggiunge un'altezza tra i 2 e i 25 cm.  Questo garofano a gambo corto si presenta in ciuffi densi. Ha foglie appuntite blu-verdastre e fiori di colore rosa porpora, con un cuore blu o marrone. Il periodo di fioritura va da aprile a maggio. I frutti sono capsule cilindriche con diversi semi marroni piatti.

## Distribuzione e habitat
Questa specie è presente principalmente nelle Alpi meridionali in Francia e in Italia.
Cresce nei prati e predilige le zone soleggiate e il terreno umido moderatamente ricco di sostanze nutritive, ad un'altitudine di 1100–3000 m sul livello del mare.

## Galleria d'immagini

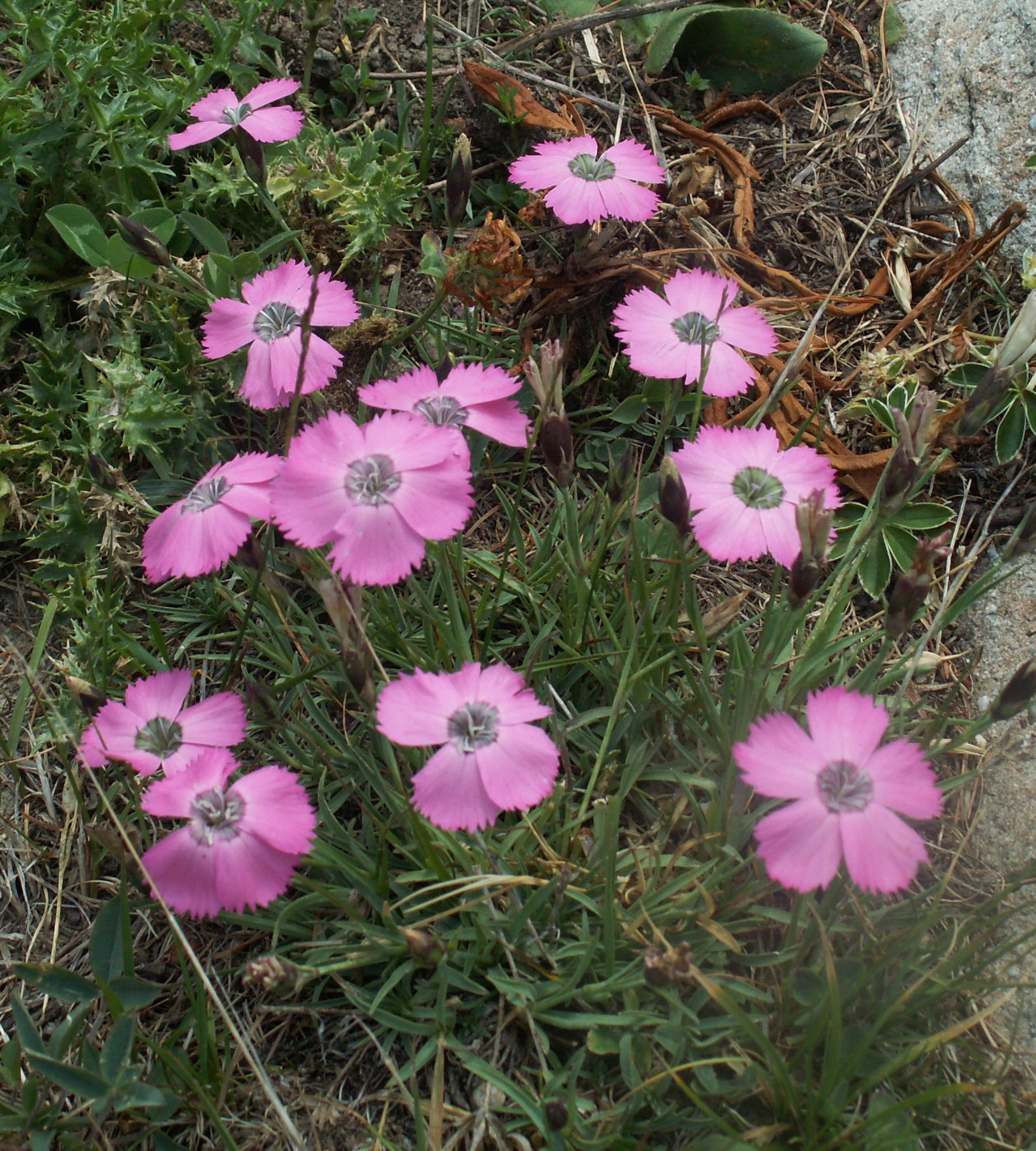
Pianta di Dianthus pavonius
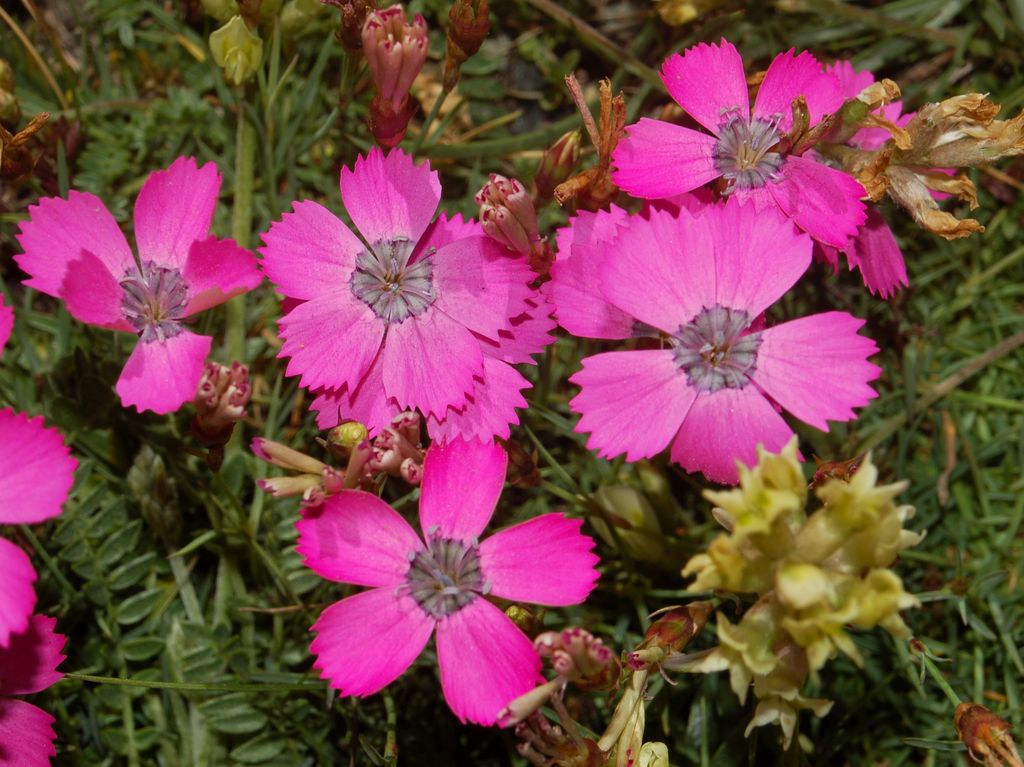
Fiori di Dianthus Pavonius
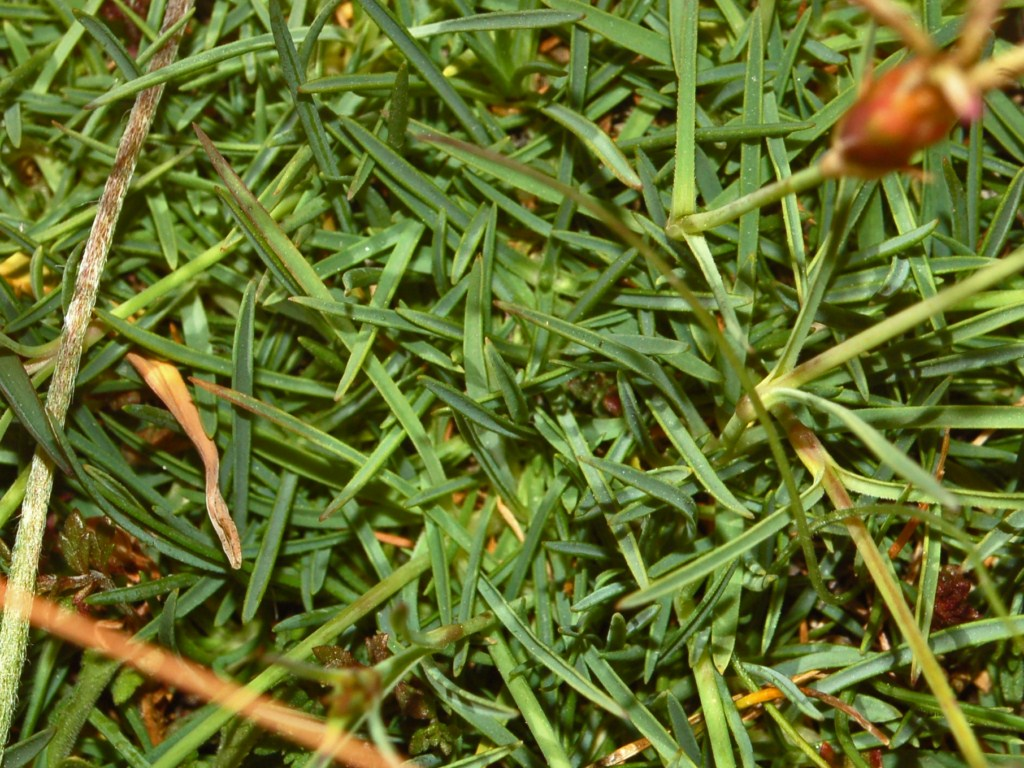
Foglie di Dianthus pavonius